# Alphonse Colas
Pour les articles homonymes, voir Colas.
Alphonse-Victor Colas né le 25 septembre 1818 à Lille et mort le 11 juillet 1887 dans la même ville, est un peintre français.

## Biographie
En 1834, Alphonse Colas s'inscrit à l'école académique de dessin de Lille. À la création de l'école de peinture de Lille, en 1838, il est l'élève de François Souchon.
En 1842, son Martyre de saint Laurent lui permet de recevoir une bourse pour partir à Rome (atelier Wicar). De 1843 à 1848, il voyage en Italie où il étudie les grands maîtres de la Renaissance.
En 1856, Colas devient professeur titulaire de peinture à Lille. Parmi les plus grands peintres religieux de son époque, il a réalisé de nombreuses commandes pour les églises de sa région.
La ville de Lille a attribué son nom à l'une de ses rues.

## Œuvres dans les collections publiques
- Bailleul, musée Benoît-de-Puydt
  - Portrait de Julien Koszul, 1876
- Douai, église Saint-Jacques :
  - La Vocation, 1863-1864 ;
  - Le Martyre de saint Jacques, 1863-1864.
- Lille :
  - église Saint-André : Annonciation ; Visitation ; Éducation de la Vierge ; Vierge ; Saint Jean, 1850.
  - église Sainte-Catherine : Saint Siméon ; Fuite en Égypte ; Jésus et les Docteurs ; Montée au calvaire ; Crucifixion ; Descente de croix ; Mise au tombeau.
  - église Saint-Michel : décorations, 1876-1887. 16 tableaux ayant trait à saint Michel, dont deux au moins ont été réalisés par d'autres artistes d'après ses dessins.
  - église Saint-Pierre-Saint-Paul : décorations, 1869.
  - palais des beaux-arts :
    - Caïn et Abel, 1841 ;
    - Samson, 1844 ;
    - Élévation de la Croix, 1849 ;
    - Saint Grégoire délivrant les esclaves anglo-saxons, 1855.
- Mondicourt, église paroissiale :Descente de Croix, 1854.
- Neuville-Saint-Rémy, chapelle : L'Apothéose de saint Grégoire, 1851-1863, plafond.
- Renescure, église paroissiale : Martyre de saint Laurent, 1842.
- Roubaix :
  - église de Notre-Dame : Le Couronnement de la Vierge, 1850-1863, plafond.
  - La Piscine : Le Denier de la veuve[2], 1863.

## Élèves notables
- Alfred Agache (1843-1915)
- Émile Ancelet (1865-1951)[réf. nécessaire]
- Edgar Boutry (1857-1939)
- Benoît Bodendieck (1834-1887)
- Léon-François Comerre (1850-1916)
- Albert Darcq (1848-1895)
- Julien Devos (1845-1925)
- Pharaon de Winter (1849-1924)
- Gaston Thys (1863-1893)
- Joseph-Emmanuel Van Driesten (1853-1923)